# Landgericht Hofheim
Das Landgericht Hofheim war ein von 1804 bis 1879 bestehendes bayerisches Landgericht älterer Ordnung mit Sitz in Hofheim in Unterfranken im heutigen Landkreis Haßberge. Die Landgerichte waren im Königreich Bayern Gerichts- und Verwaltungsbehörden, die 1862 in administrativer Hinsicht von den Bezirksämtern und 1879 in juristischer Hinsicht von den Amtsgerichten abgelöst wurden.

## Geschichte

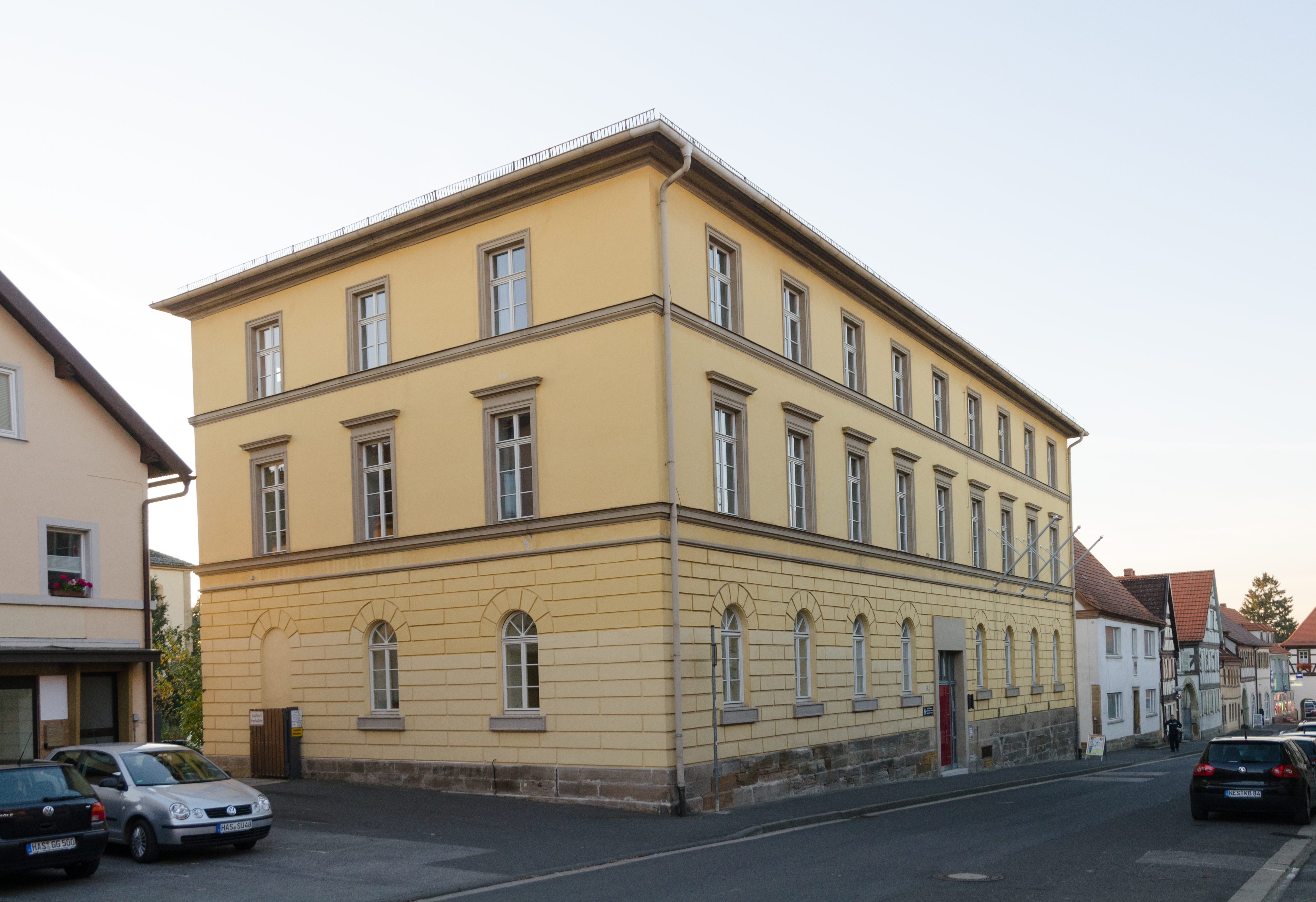
Gebäude des ehemaligen Landgerichts Hofheim in der Landgerichtsstraße 12, erbaut 1832/33

Im Jahr 1804 wurde im Verlauf der Verwaltungsneugliederung Bayerns das Landgericht Hofheim errichtet. 1806 bis 1814 war es dann ein Landgericht im Großherzogtum Würzburg. Dieses kam im Jahr 1817 zum neu gegründeten Untermainkreis, dem Vorläufer des späteren Regierungsbezirks Unterfranken.
Anlässlich der Einführung des Gerichtsverfassungsgesetzes am 1. Oktober 1879 wurde das Amtsgericht Hofheim errichtet, dessen Sprengel identisch mit dem vorherigen Landgerichtsbezirk Hofheim war und die Gemeinden Aidhausen, Altenmünster, Birkach, Birkenfeld, Birnfeld, Bundorf, Burgpreppach, Dippach, Ditterswind, Eichelsdorf, Ermershausen, Fitzendorf, Friesenhausen, Fuchsstadt, Gemeinfeld, Goßmannsdorf, Happertshausen, Hofheim, Hohnhausen, Ibind, Junkersdorf, Kerbfeld, Kimmelsbach, Lendershausen, Mailes, Manau, Neuses, Oberlauringen, Ostheim, Reckertshausen, Rügheim, Schweinshaupten, Stadtlauringen, Stöckach, Sulzbach, Sulzdorf, Ueschersdorf, Unfinden, Walchenfeld, Wettringen und Wetzhausen umfasste.